# Brother Where You Bound
 (avril 2024).
Si vous disposez d'ouvrages ou d'articles de référence ou si vous connaissez des sites web de qualité traitant du thème abordé ici, merci de compléter l'article en donnant les références utiles à sa vérifiabilité et en les liant à la section « Notes et références ».
Albums de Supertramp
...Famous Last Words...
(1982) The Autobiography of Supertramp
(1986)
Brother Where You Bound est le huitième album studio du groupe rock progressif Supertramp sorti en 1985. 

## Analyse
C'est le premier album de Supertramp sans Roger Hodgson, celui-ci ayant quitté le groupe après l'album précédent ...Famous Last Words..., et entamé une carrière solo.
La particularité de cet album réside dans le fait que tous ses titres s'enchaînent. La seule interruption étant due au changement de face du disque à l'époque des disques vinyle, entre Better Days et Brother Where You Bound. 
Le groupe est ici secondé par de célèbres musiciens : Scott Gorham de Thin Lizzy à la guitare rythmique ainsi que David Gilmour de Pink Floyd pour les solos sur la chanson-titre. En 1987, ce dernier invitera à son tour John Helliwell, le saxophoniste de Supertamp, à jouer sur l'album A Momentary Lapse of Reason.
On note aussi la présence de Scott Page à la flûte traversière sur Better Days et la pièce-titre, lequel accompagne le groupe en concert entre 1983 et 1987, à la flûte mais aussi au saxophone et à la guitare.

## Titres
Toutes les chansons ont été écrites par Rick Davies.
1. Cannonball – 7:42
2. Still In Love – 4:36
3. No Inbetween – 4:36
4. Better Days – 6:12
5. Brother Where You Bound – 16:27
6. Ever Open Door – 3:05

## Musiciens
- Rick Davies : chant, claviers, piano, orgue Hammond sur Still in Love
- John Helliwell : saxophones
- Dougie Thomson : basse
- Bob Siebenberg : batterie, percussions, vibraphone sur Cannonball et No Inbetween

### Musiciens supplémentaires
- David Gilmour : guitare solo sur Brother Where You Bound
- Scott Gorham : guitare rythmique sur Brother Where You Bound
- Marty Walsh : guitare sur Cannonball, Better Days et Brother Where You Bound, solo sur Still In Love,
- Doug Wintz : trombone sur Cannonball
- Scott Page : flûte traversière sur Better Days et Brother Where You Bound
- Cha Cha : chœurs sur Still In Love
- Brian Banks : programmation du Synclavier
- Anthony Marinelli : programmation du Synclavier
- Gary Chang : programmation du Fairlight et du PPG